# Enfants perdus des Alleghenies
 (avril 2023).
Les enfants perdus des Alleghenies sont deux frères disparus dans la région des Appalaches aux États-Unis en 1856. George et Joseph Cox, alors âgés respectivement de sept et cinq ans ont disparu de leur maison de Pavia en Pennsylvanie le 24 avril 1856. Leurs corps ont été retrouvés plusieurs jours plus tard dans les bois environnants et ils ont été enterrés dans le cimetière de l'église méthodiste unie de Mount Union à Lovely, non loin de là.
Un petit mémorial leur est dédié dans la forêt de Spruce Hollow, dans le parc d'État de Blue Knob en Pennsylvanie.

## Contexte
George, 7 ans, et Joseph, 5 ans étaient les fils de Samuel et Susannah Cox. La famille Cox vivait dans une cabane construite par Samuel pour sa femme et ses enfants. À cette époque, l'exploitation forestière des forêts primaires n'avait pas encore commencé dans cette région de Pennsylvanie et la région était encore fortement boisée.

## Disparition
Le matin du 24 avril 1856, Samuel Cox entend son chien aboyer dans la forêt et pense qu'il a dû piéger un écureuil dans un arbre. Samuel prend son fusil et s'enfonce dans les bois. On pense que pendant l'absence de Samuel, les garçons ont dû s'éloigner de la maison pour suivre leur père. Susannah pense que Samuel a emmené les garçons avec lui. Ce n'est que lorsque Samuel est revenu sans eux que le couple s'est rendu compte que leurs enfants n'étaient plus là. Ils appelèrent les enfants, mais ne reçurent aucune réponse. Samuel demanda de l'aide à ses voisins les plus proches et, dans la soirée, plus d'une centaine d'hommes étaient à la recherche des enfants. Des feux furent allumés dans la forêt dans l'espoir que les enfants en voient un et s'approchent. Le lendemain, près d'un millier de personnes se sont présentées pour participer aux recherches. Un cours d'eau voisin, Bob's Creek, était rempli par la fonte des neiges du printemps et l'on pensait que les garçons n'auraient pas pu passer de l'autre côté sans se noyer. Des recherches ont été effectuées dans le ruisseau, mais les garçons n'ont pas été retrouvés.
Le 26 avril, les soupçons se portent sur Samuel et Susannah Cox. On pense qu'ils ont assassiné leurs enfants dans l'espoir de recueillir des dons auprès d'une population compatissante. La cabane et le jardin des Cox sont fouillés, mais aucun corps n'est retrouvé. Les chercheurs sont allés jusqu'à faire venir un sourcier et une sorcière du comté de Somerset. Le sourcier n'a rien trouvé et la sorcière, bien que prétendant savoir où se trouvaient les enfants, a conduit une équipe de recherche à travers les bois pendant des heures sans rien trouver.

## Découverte
Un fermier local, Jacob Dibert, entendit parler des enfants disparus et fit remarquer à sa femme qu'il souhaitait pouvoir rêver de l'endroit où se trouvaient les garçons. Le 2 mai 1856, il fit un rêve dans lequel il marchait sur un sentier à travers les bois, passant devant un cerf mort, une chaussure d'enfant et un bouleau tombé, avant d'arriver à un bosquet de bouleaux dans un petit ravin. C'est là qu'il a trouvé les corps des garçons Cox. Le rêve se reproduit les deux nuits suivantes. Dibert n'en parle à personne d'autre qu'à sa femme, mais il a le sentiment que ce rêve est prophétique et, le 7 mai, il en parle à son beau-frère Harrison Whysong. Whysong reconnut des éléments du rêve de Dibert et les deux hommes décidèrent d'entreprendre des recherches qui aboutirent à la découverte des corps tels que décrits dans le rêve : sous des bouleaux, dans un petit ravin, le long d'une piste où se trouvaient un cerf mort, une chaussure d'enfant et un bouleau tombé au sol.

## Conséquences
En 1906, à l'occasion du 50e anniversaire de l'événement, la communauté de Pavia a recueilli des dons pour ériger un monument en l'honneur des enfants perdus des Alleghenies et de la famille Cox. En 1910, le monument fut érigé à l'endroit où Joseph et George Cox avaient été retrouvés plus de 50 ans auparavant.
Alison Krauss a sorti une chanson écrite par Julie Lee et John Pennell sur cette histoire, intitulée Jacob's Dream.
|                                                                         |
| Texte du monument érigé à la mémoire des enfants perdus des Alleghanys. |

|                                                                                          |
| L'emplacement de la tombe des enfants dans le cimetière de Mount Union, en Pennsylvanie. |

|                                              |
| Le monument dans le parc d'État de Blue Knob |

| |
| Photo du panneau expliquant les événements des Enfants Perdus des Alleghenies dans le parc d'État de Blue Knob. |